# Iago (nouvelle)
Pour les articles homonymes, voir Iago (homonymie).
Iago (Jago) est une nouvelle fantastique de Dino Buzzati, incluse dans le recueil Le K publié en 1966.

## Résumé
Iago est un démon femelle : la jalousie, qui montre son action sur un jeune homme épris de sa fiancée. De fil en aiguille, de spéculation en hypothèse, Iago l'amène à douter de la jeune femme et de tout le monde, détruisant à la fois son bonheur et sa foi en l'homme.